# Cadmi(II) iodide
Cadmi(II) iodide là một hợp chất vô cơ của cadmi và iod có công thức hóa học CdI2. Nó đáng chú ý vì cấu trúc tinh thể của nó, đặc trưng cho các hợp chất ở dạng MX2 với hiệu ứng phân cực mạnh.

## Điều chế
Cadmi(II) iodide được điều chế bằng cách thêm kim loại cadmi, hoặc hợp chất của nó như oxit, hydroxide hoặc cacbonat của nó vào axit iodhydric.
Ngoài ra, hợp chất có thể được tạo bằng cách đun nóng cadmi với iod.

## Cấu trúc tinh thể

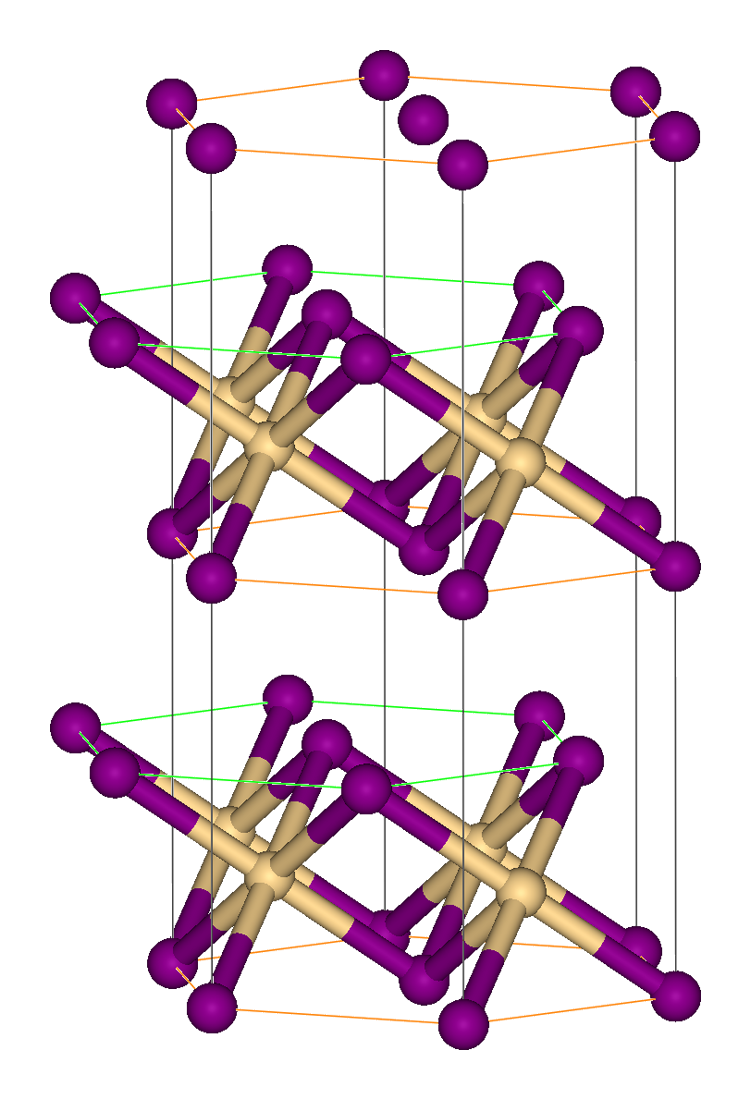
Các anion iodide trong CdI_{2} tạo thành một mạng lưới hình lục giác xếp sát nhau, trong khi các cation cadmi chiếm tất cả các lỗ trống bát diện trong các lớp xen kẽ.

Trong cadmi(II) iodide, các anion iodide tạo thành một cấu trúc sắp xếp gần nhau dạng lục giác trong khi các cation cadmi lấp đầy tất cả các vị trí bát diện trong các lớp xen kẽ. Cấu trúc bao gồm một mạng tinh thể nhiều lớp. Cấu trúc này được tìm thấy trong nhiều muối và khoáng vật. Cadmi(II) iodide chủ yếu có liên kết ion nhưng có đặc tính cộng hóa trị một phần.
Cấu trúc tinh thể của cadmi(II) iodide là nguyên mẫu mà cấu trúc tinh thể của nhiều hợp chất khác có thể được coi là dựa trên đó. Các hợp chất có bất kỳ đặc điểm nào sau đây đều có thể giống cấu trúc CdI2:
- Iodide của các cation phân cực vừa phải; bromide và chloride của các cation phân cực mạnh;
- Các hydroxide của đication, tức là các hợp chất có công thức chung là M(OH)2;
- Sulfide, selenide và teluride (chalcogenua) của tetracation, tức là hợp chất có công thức tổng quát MX2, trong đó X = S, Se, Te.

## Hợp chất khác
CdI2 còn tạo một số hợp chất với NH3, như CdI2·2NH3 là tinh thể nhỏ không màu, CdI2·4NH3 là tinh thể không màu hay CdI2·6NH3 là bột màu trắng.
CdI2 còn tạo một số hợp chất với N2H4, như CdI2·2N2H4 là bột/tinh thể màu trắng.
CdI2 còn tạo một số hợp chất với NH2OH, như CdI2·3NH2OH là tinh thể hình vuông không màu, tan trong nước và cồn, không tan trong ete.
CdI2 còn tạo một số hợp chất với CO(NH2)2, như CdI2·2CO(NH2)2 là tinh thể không màu, D = 2,94 g/cm³.
CdI2 còn tạo một số hợp chất với CS(NH2)2, như CdI2·2CS(NH2)2 là tinh thể hồng nhạt, D = 2,84 g/cm³.
CdI2 còn tạo một số hợp chất với CSN3H5, như CdI2·2CSN3H5 là chất rắn màu vàng.